# كريس ديفيز (سياسي)
كريس ديفيز (بالإنجليزية: Chris Davies )‏ (و. 1954  م) هو سياسي بريطاني، هو عضوٌ في الديمقراطيين الليبراليين.

## مناصب
تولى منصب عضو في البرلمان الأوروبي (14 يوليو 2009–30 يونيو 2014)
- عضو في البرلمان الأوروبي (20 يوليو 2004–13 يوليو 2009)[1]
- عضو في البرلمان الأوروبي (20 يوليو 1999–19 يوليو 2004)[1]
- عضو في البرلمان الأوروبي (10 يونيو 1999–2 يوليو 2014)
- عضو البرلمان الحادي والخمسون للمملكة المتحدة (27 يوليو 1995–8 أبريل 1997).[1]

## التعليم
تعلم في كلية غنفيل وكيوس، وجامعة كنت.